# Championnat d'Afrique des clubs champions féminin de volley-ball 2004
Navigation
Édition précédente Édition suivante
La 14e coupe d'Afrique des clubs champions de volley-ball féminin s'est déroulée du 24 avril au 1er mai 2004 à Dakar au Sénégal.

## Compétition

### Club en compétition
| Pays                             | Nombre d'équipes | Équipes                                                          |
| -------------------------------- | ---------------- | ---------------------------------------------------------------- |
| Algérie                          | 1                | Nacéria club de Béjaïa                                           |
| Cameroun                         | 3                | Institut national de la jeunesse et des sports AES SONEL Yaoundé |
| République du Congo              | 1                | Interclub de Brazzaville                                         |
| République démocratique du Congo | 1                | Volley Club Daring Club Motema Pembe de Kinshasa                 |
| Côte d'Ivoire                    | 1                | Association Sportive des Employés de Commerce des Mimosas        |
| Égypte                           | 1                | Al Ahly SC                                                       |
| Guinée                           | 1                | Volley-ball Club Friguiagbe                                      |
| Kenya                            | 1                | Kenya Pipelines                                                  |
| Sénégal                          | 1                | Sococim volley-ball Club                                         |

### Premier tour

#### Poule A
| # | Équipe                 | Pts | J | G | P | Sp | Sc | Ratio | Pp | Pc | Ratio |
| - | ---------------------- | --- | - | - | - | -- | -- | ----- | -- | -- | ----- |
| 1 | Nacéria club de Béjaïa | 6   | 3 | 3 | 0 | 9  | 1  | 9     | 0  | 0  |       |
| 2 | Kenya Pipelines        | 5   | 3 | 2 | 1 | 7  | 3  | 2.333 | 0  | 0  |       |
| 3 | Sococim VBC            | 4   | 3 | 1 | 2 | 3  | 6  | 0.5   | 0  | 0  |       |
| 4 | VBC Friguiagbe         | 4   | 3 | 0 | 3 | 0  | 9  | 0     | 0  | 0  |       |

| Date     | Match                            | Résultat | Sets  | Sets  | Sets  | Sets  | Sets | Total Points |
| Date     | Match                            | Résultat | 1     | 2     | 3     | 4     | 5    | Total Points |
| -------- | -------------------------------- | -------- | ----- | ----- | ----- | ----- | ---- | ------------ |
| 24.04.04 | NC Béjaïa - Sococim VBC          | 3 - 0    | 25-10 | 25-20 | 25-11 | -     | -    | 75-41        |
| 24.04.04 | Kenya Pipelines - VBC Friguiagbe | 3 - 0    | 25-10 | 25-7  | 25-15 | -     | -    | 75-32        |
| 26.04.04 | NC Béjaïa - Kenya Pipelines      | 3 - 1    | 28-26 | 25-23 | 21-25 | 25-22 | -    | 99-96        |
| 26.04.04 | Sococim VBC - VBC Friguiagbe     | 3 - 0    | 25-16 | 25-10 | 25-18 | -     | -    | 75-44        |
| 28.04.04 | NC Béjaïa - VBC Friguiagbe       | 3 - 0    | 25-13 | 25-11 | 25-20 | -     | -    | 75-44        |
| 28.04.04 | Kenya Pipelines - Sococim VBC    | 3 - 0    | 25-14 | 25-16 | 25-12 | -     | -    | 75-42        |

#### Poule B
| # | Équipe                   | Pts | J | G | P | Sp | Sc | Ratio | Pp | Pc | Ratio |
| - | ------------------------ | --- | - | - | - | -- | -- | ----- | -- | -- | ----- |
| 1 | Al Ahly SC               | 4   | 2 | 2 | 0 | 6  | 0  | MAX   | 0  | 0  |       |
| 2 | Interclub de Brazzaville | 3   | 2 | 1 | 1 | 3  | 4  | 0.75  | 0  | 0  |       |
| 3 | ASEC Mimosas             | 2   | 2 | 0 | 2 | 1  | 6  | 0.167 | 0  | 0  |       |

| Date     | Match                     | Résultat | Sets  | Sets  | Sets  | Sets  | Sets | Total Points |
| Date     | Match                     | Résultat | 1     | 2     | 3     | 4     | 5    | Total Points |
| -------- | ------------------------- | -------- | ----- | ----- | ----- | ----- | ---- | ------------ |
| 25.04.04 | Inter club - ASEC Mimosas | 3 - 1    | 25-21 | 25-17 | 21-25 | 25-16 | -    | 96-79        |
| 26.04.04 | Al Ahly SC - ASEC Mimosas | 3 - 0    | 25-6  | 25-5  | 25-8  | -     | -    | 75-19        |
| 27.04.04 | Al Ahly SC - Inter club   | 3 - 0    | 25-12 | 25-11 | 25-11 | -     | -    | 75-34        |

### Phase finale

#### Places 4 à 8
|  | Demi-finales 30 avril 2004        | Demi-finales 30 avril 2004 |                        |   | Finale 1er mai 2004 | Finale 1er mai 2004 |
|  | Demi-finales 30 avril 2004        | Demi-finales 30 avril 2004 |                        |   | Finale 1er mai 2004 | Finale 1er mai 2004 |
|  |                                   |                            |                        |   |                     |                     |
|  | 25-15, 25-17, 25-20               | 25-15, 25-17, 25-20        |                        |   | 15-25, 11-25, 24-26 | 15-25, 11-25, 24-26 |
|  | 25-15, 25-17, 25-20               | 25-15, 25-17, 25-20        |                        |   | 15-25, 11-25, 24-26 | 15-25, 11-25, 24-26 |
|  | NC Béjaïa                         | 3                          |                        |   | 15-25, 11-25, 24-26 | 15-25, 11-25, 24-26 |
|  | NC Béjaïa                         | 3                          |                        |   | 15-25, 11-25, 24-26 | 15-25, 11-25, 24-26 |
|  | Inter Club                        | 0                          |                        |   | 15-25, 11-25, 24-26 | 15-25, 11-25, 24-26 |
|  | Inter Club                        | 0                          | NC Béjaïa              | 0 |                     |                     |
|  | 22-25, 25-16, 25-14, 23-25, 14-16 |                            | NC Béjaïa              | 0 |                     |                     |
|  |                                   | Kenya Pipelines            | 3                      |   |                     |                     |
|  | Al Ahly SC                        | Kenya Pipelines            | 3                      | 2 |                     |                     |
|  | Al Ahly SC                        |                            |                        | 2 |                     |                     |
|  | Kenya Pipelines                   | 3                          |                        |   |                     |                     |
|  | Kenya Pipelines                   | 3                          | Match pour la 3e place |   |                     |                     |
|  |                                   |                            |                        |   |                     |                     |
|  | 12-25, 7-25, 8-25                 |                            |                        |   |                     |                     |
|  |                                   |                            |                        |   |                     |                     |
|  | Inter Club                        | 0                          |                        |   |                     |                     |
|  | Inter Club                        | 0                          |                        |   |                     |                     |
|  | Al Ahly SC                        | 3                          |                        |   |                     |                     |
|  | Al Ahly SC                        | 3                          |                        |   |                     |                     |

## Classement final
| Rang                        | Équipe                 |
| --------------------------- | ---------------------- |
| Médaille d'or, Afrique      | Kenya Pipelines        |
| Médaille d'argent, Afrique  | Nacéria club de Béjaïa |
| Médaille de bronze, Afrique | Al Ahly SC             |
| 4                           | Inter Club             |
| 5                           | Sococim VBC            |
| 6                           | ASEC Mimosas           |
| 7                           | VBC Friguiagbe         |

## Récompenses
- MVP :
- Meilleure marqueuse :  Esther Jepkosgei (Pipeline)[3]
- Meilleure attaquante :  Tahani Tosson (Al Ahly)
- Meilleure contreuse :  Emily Chemtai (Pipeline)
- Meilleure serveuse :  Madi Dounia (NCB)
- Meilleure passeuse :  Judith Serenge (Pipeline)
- Meilleure libero :  Mercy Wesutila (Pipeline)
- Meilleure réceptionneuse :  Sara Talaat (Al Ahly)